# كولن فوربس
كولن فوربس هو لاعب هوكي الجليد كندي، ولد في 16 فبراير 1976 في نيو ويستمينيستر في كندا.

## وصلات خارجية
- كولن فوربس على موقع دوري الهوكي الوطني (الإنجليزية)
- كولن فوربس على موقع قاعة مشاهير الهوكي (لاعب أن.إتش.أل) (الإنجليزية)
- كولن فوربس على موقع EliteProspects.com (الإنجليزية)
- كولن فوربس على موقع Eurohockey.com (الإنجليزية)
- كولن فوربس على موقع HockeyDB.com (الإنجليزية)
- كولن فوربس على موقع Hockey-Reference.com (الإنجليزية)